# Hans-Rudolf Meier
Hans-Rudolf Meier (* 9. November 1956 in Zürich) ist ein schweizerisch-deutscher Kunsthistoriker und Hochschullehrer an der Universität Weimar.

## Leben
Nach einer Berufslehre als Laborant, Berufstätigkeit in der chemischen Industrie und gewerkschaftlichem und politischem Engagement studierte Hans-Rudolf Meier Kunstgeschichte, Geschichte, Mittelalter-Archäologie und Ur- und Frühgeschichte in Basel, Zürich und Freiburg im Breisgau. Lizentiat in Basel, dort anschließend wissenschaftlicher Assistent am Kunsthistorischen Seminar der Universität Basel, wo er 1992 mit einer Arbeit zur hochmittelalterlichen Profanbaukunst in Sizilien promoviert wurde und 2000 in Kunstwissenschaft habilitierte.
Von 1992 bis 2000 war er Oberassistent am Institut für Denkmalpflege der ETH Zürich, unterbrochen 1996 von einem Forschungsaufenthalt als Mitglied des Istituto Svizzero in Rom. Von 2000 bis 2002 Mitarbeiter an einem Forschungsprojekt zur profanen Wandmalerei des Mittelalters am Mediävistischen Institut der Université de Fribourg und zusammen mit Peter-Andrew Schwarz Leiter eines Projekts des Schweizerischen Nationalfonds zu den Grabfunden im Basler Münster.
2002/03 vertrat er die Professur für ältere Kunstgeschichte an der Universität Basel, von 2003 bis 2007 war er Professor für Denkmalkunde und angewandte Bauforschung an der Technischen Universität Dresden und Leiter des postgradualen Masterstudiengangs „Denkmalpflege und Stadtentwicklung“. 2008 folgte er dem Ruf auf die Professur für Denkmalpflege und Bauforschung an der Bauhaus-Universität Weimar, wo er von 2011 bis 2012 das Amt des Prorektors für Forschung innehatte. Von 2017 bis 2019 war er Mitglied des Universitätsrats der Bauhaus-Universität Weimar. Von 2016 bis 2021 war er stellvertretender, seit 2021 ist er Sprecher des DFG-Graduiertenkollegs GRK2227 „Identität und Erbe“. Er ist Gründungsdirektor des Internationalen Heritage-Zentrums IHZ der Bauhaus-Universität Weimar.
Seine Forschungsschwerpunkte sind die Theorie und Geschichte der Denkmalpflege, die Architektur des Mittelalters und der Moderne sowie die Vorgeschichte der Mittelalterarchäologie.
Er ist u. a. Mitglied der Wissenschaftlichen Kommission der Deutschen Stiftung Denkmalschutz, des Wissenschaftlichen Beirats der Klassik Stiftung Weimar (2013–2021), der Landesdenkmalräte von Thüringen und Sachsen-Anhalt (2007–2015), der Kommission für Kunstgeschichte Mitteldeutschlands an der Sächsischen Akademie der Wissenschaften zu Leipzig und des Gestaltungsbeirats der Stadt Baden-Baden. Von 2008 bis 2016 war er 1. Vorsitzender des Arbeitskreises Theorie und Lehre der Denkmalpflege e. V. Er ist Herausgeber der Forschungen zum baukulturellen Erbe der DDR, Mitherausgeber der Schriftenreihe Stadtentwicklung und Denkmalpflege und zusammen mit Winfried Speitkamp und Frank Simon-Ritz Herausgeber der Online-Publikationsreihe Neue Bauhausvorträge. Außerdem ist er Redaktionsmitglied der Zeitschrift Forum Stadt. Vierteljahreszeitschrift für Stadtgeschichte, Stadtsoziologie, Denkmalpflege und Stadtentwicklung. 2023 wurde er als außerordentliches Mitglied in den BDA Thüringen berufen.

## Schriften (Auswahl)
Bücher
- Baudenkmale in Taschkent / Памятники архитектуры в Ташкенте. Beiträge zu einer Denkmaltopographie (hrsg. mit Jens Jordan und Thomas Will), Dresden 2022, ISBN 978-3-95908-562-5.
- Spolien. Phänomene der Wiederverwendung in der Architektur, Berlin 2020 (2. Auflage 2022), ISBN 978-3-86859-651-9 (nominiert für den Thüringer Forschungspreis 2022).
- Das Basler Münster (zusammen mit Dorothea Schwinn Schürmann sowie Marco Bernasconi, Stefan Hess, Carola Jäggi, Anne Nagel und Ferdinand Pajor) (= Die Kunstdenkmäler des Kantons Basel-Stadt, Bd. X). Basel 2019, ISBN 978-3-03797-573-2.
- Kulturreformer. Rassenideologe. Hochschuldirektor. Der lange Schatten des Paul Schultze-Naumburg (hrsg. zusammen mit Daniela Spiegel), Heidelberg 2018, ISBN 978-3-946653-88-2.
- Werte. Begründungen der Denkmalpflege in Geschichte und Gegenwart (hrsg. zusammen mit Ingrid Scheurmann und Wolfgang Sonne), Berlin 2013, ISBN 978-3-86859-162-0.
- Himmelstür. Das Westportal des Basler Münsters (hrsg. im Auftrag der Münsterbaukommission zusammen mit Dorothea Schwinn Schürmann), Basel 2011, ISBN 978-3-7965-2762-3.
- StadtBild und Denkmalpflege. Konstruktion und Rezeption von Bildern der Stadt (hrsg. mit Sigrid Brandt), Schriftenreihe Stadtentwicklung und Denkmalpflege Bd. 11, Berlin 2008, ISBN 978-3-939633-73-0.
- Cultural Heritage and Natural Disasters. Risk Preparedness and the Limits of Prevention (hrsg. mit Michael Petzet und Thomas Will), ICOMOS Heritage@Risk Sonderband 2007, Dresden 2008, ISBN 978-3-940046-64-2.
- Das Basler Münster (zusammen mit Dorothea Schwinn Schürmann und Erik Schmidt), Basel 2006, ISBN 978-3-7965-2260-4.
- Denkmale in der Stadt – die Stadt als Denkmal. Probleme und Chancen für den Stadtumbau (Hrsg.). Schriftenreihe Stadtentwicklung und Denkmalpflege Bd. 1, Dresden 2006, ISBN 978-3-938863-43-5.
- Bauten und Orte als Träger von Erinnerung. Die Erinnerungsdebatte und die Denkmalpflege (hrsg. zusammen mit Marion Wohlleben), Veröffentlichungen am Institut für Denkmalpflege der ETH Zürich Bd. 21, Zürich 2000, ISBN 3-7281-2732-9.
- Romanische Schweiz, Würzburg 1996, ISBN 978-3-7954-1302-6.
  - Suisse romane, La Pierre-qui-vire 1996, ISBN 2-7369-0220-3.
- Für irdischen Ruhm und himmlischen Lohn. Stifter und Auftraggeber in der mittelalterlichen Kunst (hrsg. mit Carola Jäggi und Philippe Büttner), Berlin 1995, ISBN 978-3-496-01137-8.
- Die normannischen Königspaläste in Palermo. Studien zur hochmittelalterlichen Residenzbaukunst, Worms 1994, ISBN 978-3-88462-941-3.
- La basilica di Santa Chiara in Assisi (zusammen mit Marino Bigaroni und Elvio Lunghi), Perugia 1994.
- Die Stadtkirche St. Laurentius in Winterthur. Ergebnisse der archäologischen und historischen Forschungen (zusammen mit Carola Jäggi, Renata Windler und Martin Illi), Zürcher Denkmalpflege, Archäologische Monographien Bd. 14, Zürich 1993.